# Marianne Seltsam
Marianne Seltsam (ur. 16 maja 1932 w Tegernsee, zm. 6 lutego 2014 w Gmund am Tegernsee) – niemiecka narciarka alpejska, uczestniczka zimowych igrzysk olimpijskich 1952 i 1956.
Narciarstwo alpejskie zaczęła uprawiać w wieku 14 lat.
Po zakończeniu kariery była trenerką. Zmarła w lutym 2014 w Gmund am Tegernsee.

## Osiągnięcia

### Igrzyska olimpijskie
| Miejsce | Dzień       | Rok  | Miejscowość       | Konkurencja   | Czas biegu  | Strata   | Zwyciężczyni         |
| ------- | ----------- | ---- | ----------------- | ------------- | ----------- | -------- | -------------------- |
| 10.     | 14 lutego   | 1952 | Oslo              | Slalom gigant | 2:14.1 min. | +7.3 s.  | Andrea Mead-Lawrence |
| 35.     | 20 lutego   | 1952 | Oslo              | Slalom        | 3:05.8 min. | +55.2 s. | Andrea Mead-Lawrence |
| 12.     | 27 stycznia | 1956 | Cortina d’Ampezzo | Slalom gigant | 2:01.4 min. | +4.9 s.  | Rosa Reichert        |
| DSQ.    | 30 stycznia | 1956 | Cortina d’Ampezzo | Slalom        | –           | –        | Renée Colliard       |